# Cyrtophora acrobalia
Cyrtophora acrobalia är en spindelart som först beskrevs av Tamerlan Thorell 1895. Cyrtophora acrobalia ingår i släktet Cyrtophora och familjen hjulspindlar.
Artens utbredningsområde är Myanmar. Inga underarter finns listade i Catalogue of Life.